# Jean-Baptiste André Godin

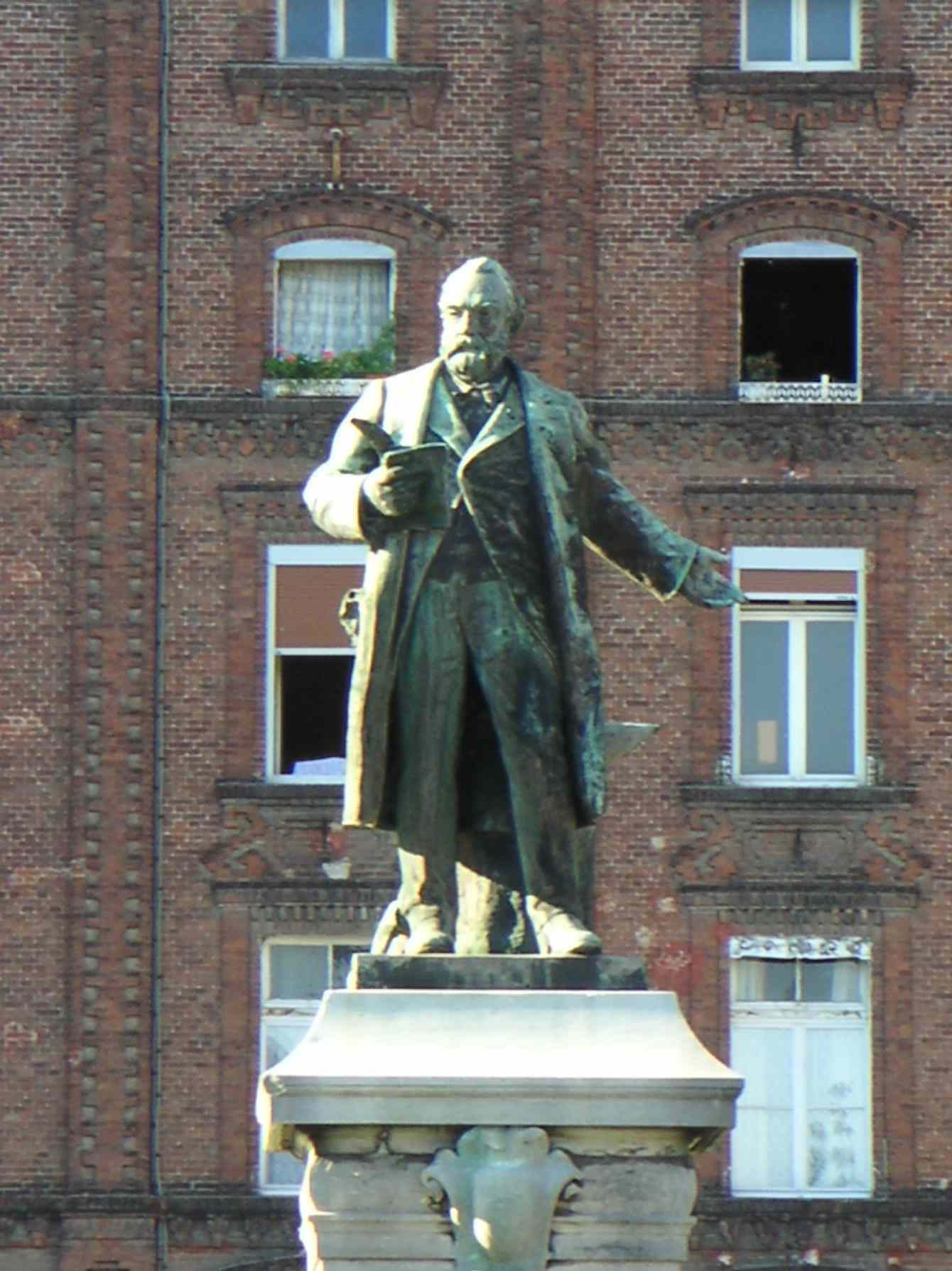
Statuia lui Godin din localitatea Guise.

Jean-Baptiste André Godin (n. 26 ianuarie 1817, Esquéhéries, Aisne, Franța – d. 15 ianuarie 1888, Guise, Aisne, Franța) a fost un industriaș, scriitor, teoretician politic și inovator social francez. A produs sobe din fontă și, influențat de ideile utopice ale lui Charles Fourier, a organizat și dezvoltat o comunitate industrială și rezidențială în zona localității Guise numită Familistère de Guise (Palatul Social). El a transformat-o în cele din urmă într-o cooperativă deținută și condusă de muncitori.

## Educație
Născut pe 26 ianuarie 1817 la Esquéhéries (Aisne), Godin a fost fiul unui fierar. A început să lucreze ca ucenic la fierăria tatălui lui încă de la vârsta de unsprezece ani. Ajuns calfă, el a făcut la vârsta de șaptesprezece ani un tur al Franței, împreună cu vărul său mai mare, Jean-Nicolae Moret, care era și el tot fierar.

## Căsătoria și familia
În 1840 s-a căsătorit cu Esther Lemaire, pe când avea vârsta de 23 de ani. Au avut un fiu, M. Émile Godin.
Pe 14 iulie 1886, după ce prima lui soție a murit, Godin s-a căsătorit cu Marie-Adèle Moret (27 aprilie 1840 - 18 aprilie 1908), născută în Brie-Comte-Robert (Seine-et-Marne). Ea era cea de-a doua fiică a vărului său, Jean-Nicolae Moret, și a soției lui, Marie-Jean Philippe. Înainte de căsătoria lor, ea a lucrat timp de aproape 25 de ani în comunitatea Le Familistère, unde a înființat numeroase servicii pentru familiile cu copii: creșă, grădiniță și școală primară; a angajat profesori care să predea și a înființat un program de asigurare a lucrătorilor, precum și spații medicale.
După moartea lui Godin în 1888, Marie-Adèle s-a ocupat cu creșterea copilului minor al fiului ei vitreg, M. Émile Godin, care a murit la 15 zile după tatăl său. Ea și-a dedicat restul vieții pentru organizarea manuscriselor lăsate de Godin, publicând unele dintre ele, și pentru administrarea comunității Le Familistère.

## Carieră
Revenit la Esquéhéries cu noua lui soție, în anul 1840, Godin a înființat o mică fabrică pentru fabricarea de piese metalice pentru sobe. În acel an el a obținut un patent pentru o sobă, pe care a inventat-o. Credea că soba creată de el era un produs util care putea fi folosit o lungă perioadă de timp. Afacerile sale creșteau rapid și în 1846, dorind să profite de calea ferată construită la Guise, a mutat fabrica în acea localitate. El a fabricat mașini de gătit și sobe de încălzit de mai multe tipuri, realizate, în principal, din fontă. Uneori, acestea au fost emailate. Godin a devenit destul de bogat și a folosit banii pentru a crea fonduri de ajutorare a muncitorilor.
În același timp, Godin și vărul lui, Moret, au început să se intereseze de ideile socialiste, studiind filozofia comunistă de organizare a societății. Godin a devenit un adept fervent al ideilor utopice promovate de Charles Fourier, pe care a început să le studieze în anul 1842, și a fost preocupat de viitorul clasei muncitoare. El a contribuit la fondarea în 1855 a comunității utopice a lui V. P. Considerant din Texas, cunoscută sub numele La Reunion, pe locul în care se află astăzi orașul Dallas. Comunitatea nu a avut succes din cauza lipsei de pricepere a coloniștilor în efectuarea muncilor agricole.
În momentul morții lui Godin în 1888, cifra de afaceri anuală a companiei Godin et Cie era evaluată la peste patru milioane de franci (mai precis 4.160.000 de franci). În 1908 lucrau în cadrul companiei peste 2.000 de muncitori, iar producția anuală a fabricii era de peste 280.000 de unități.

## Dezvoltarea comunității Familistère

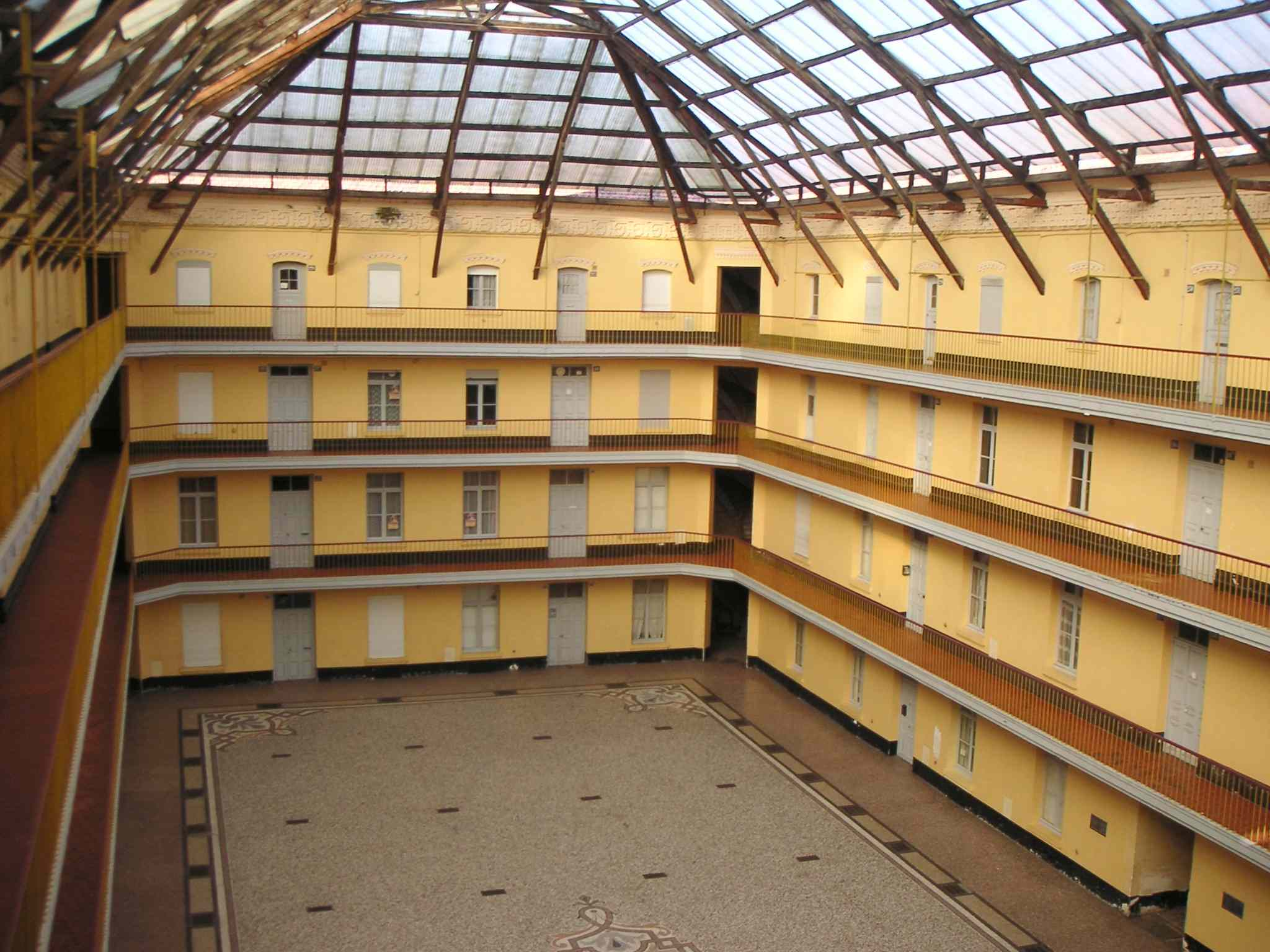
Le Familistère, curtea centrală

Godin a început să construiască din 1856-1859 comunitatea Familistère (Palatul Social) în comuna Guise după o serie de planuri atent elaborate. Intenția lui era de a îmbunătăți cazarea muncitorilor, dar și de a stimula „producția, comerțul, aprovizionarea, educația și recreerea”, toate aspectele vieții muncitorilor moderni. El a dezvoltat Familistère ca o comunitate de sine stătătoare în interiorul orașului, încurajând „simpatia socială”. Întregul teren deținut acolo, cu tot cu turnătoria, era de aproximativ optsprezece hectare și se întindea pe ambele maluri ale râului Oise. Pe lângă fabrica de produse din fontă au mai fost construite încă trei clădiri mari cu patru etaje pentru muncitori și familiile lor. Fiecare familie avea repartizată un apartamente de două sau de trei camere. Fiecare dintre aceste blocuri aveau o curte centrală încăpătoare cu un acoperiș de sticlă, în care copiii se puteau juca în orice anotimp. Galeriile din jurul curții centrale ofereau acces la apartamente pe fiecare etaj. Existau, de asemenea, grădini pentru muncitori. Prin 1872, când un corespondent al revistei americane Harper's Magazine a vizitat complexul, locuiau acolo 900 de angajați (inclusiv femei) cu familiile lor, formând o populație totală de aproximativ 1200 de persoane.
Proiectul nu conținea nicio biserică, dar erau numeroase biserici în comuna Guise. În partea din spate a blocului principal se aflau o creșă, o pouponnat (sau grădiniță) pentru copii mici și copii de până la vârsta de patru ani și un bambinat pentru copiii de 4-6 ani. Vizavi de clădirea principală era o clădire care adăpostea o sală de teatru pentru concerte și spectacole dramatice și o școală primară pentru copiii cu vârsta de peste șase ani.
Un bloc separat, cunoscut sub numele de „économats”, conținea diverse magazine, spații de recreație și de refacerea sănătății, o băcănie și depozite de produse de strictă necesitate. Produsele erau achiziționate la prețuri en-gros și vândute cu un mic adaos comercial în magazinele comunității. Bunurile de uz casnic erau stocate în subsoluri, unde se aflau zone de depozitare pentru familii.
Godin a dezvoltat comunitatea Familistère timp de peste 20 de ani, începând din perioada de după Revoluția de la 1848. În această perioadă a militat pentru realizarea unor reforme sociale. În timpul Războiului Franco-Prusac din 1870 a contribuit la apărarea țării. În 1871 Godin a fost ales deputat de Aisne, dar s-a retras în 1876 pentru a-și dedica timpul administrării comunității Familistère. În 1878 a fondat revista Le Devoir (Datoria).
În 1880 Godin a reorganizat comunitatea Familistère, transformând-o așa cum intenționa de mult timp într-o societate cooperativă care a fost deținută ulterior de muncitori. Aceasta a fost numită l'Association coopérative du Capital et du Travail.

## Din secolul al XX-lea până în prezent
Clădirea ce conținea nourricerie-pouponnat a fost distrusă în 1918, în timpul Primului Război Mondial, și nu a mai fost reconstruită niciodată. Deși fabrica era deținută în continuare de către lucrători în anii 1950, ea a fost achiziționată imediat de compania industrială Le Creuset. În 1968 asociația cooperativă pentru Palatul Social a fost dizolvată, iar apartamentele au fost vândute la prețuri moderate de către Godin S. A. Ele au fost modificate treptat prin decizia proprietarilor individuali. În același an, cooperativele economats au fost dizolvate. În 1991 clădirea economatelor a fost clasificată ca monument istoric și s-a început restaurarea ei în anul 2000.
La începutul secolului al XXI-lea, o parte din clădirile interne au fost restaurate pentru a fi folosite ca spații locative. Restaurarea clădirii economats a fost finalizată în 2008, fiind amenajate spații ce conțineau o cafenea, o librărie, un magazin de cadouri și un spațiu de expoziție.
Clădirea ce conținea spălătoria comună, băile și piscina, aflate pe partea opusă, unde apa era încălzită de fabrică, s-au ruinat în timp, dar au fost restaurate. Spălătoria comună a fost transformată într-o sală de ședințe, iar uscătoria într-o sală de expoziție.

## Moștenire și onoruri
- În 1882 Godin a primit titlul de Cavaler al Legiunii de Onoare.
- Modele ale sobelor Godin sunt încă în uz în toată Franța, iar unele sunt de vânzare pe eBay.
- Unele dintre clădiri interne ale Familistère au fost adaptate ca locuințe, iar clădirile cu destinație specială au fost restaurate pentru uzul contemporan. Spațiul este deschis pentru vizitatori și tururi ghidate și există planuri pentru înființarea unui muzeu al industriei.

## Lucrări
- Solutions sociales (1871);
- Les Socialistes et les Droits du travail (1874);
- Mutualité sociale et association du capital et du travail (1880); și
- La Republique du travail et la reforme parlementaire (1889).

## Legături externe
- „Le Familistère de Guise: une utopie realisée”, Official Website (în franceză și engleză)